# Sant Iscle i Santa Victòria de Béixec
Sant Iscle i Santa Victòria de Béixec és una església romànica del poble de Béixec al municipi de Montellà i Martinet (Baixa Cerdanya) protegida com a Bé Cultural d'Interès Local.

## Descripció
L'església va ser enderrocada entre el 1936 i 1939. Les ruïnes d'aquesta església són a la part alta del poble. De l'edifici només en queda el llenç del mur nord. Aquest mur de la part septentrional de la nau té una arcada buidada en el mateix mur amb dovelles de pedra tosca que devia contenir un altar. Per les seves característiques sembla un edifici del segle xii. Els veïns de Bèixec en un esforç col·lectiu han netejat de runa i han dignificat l'edifici i l'entorn. La parròquia apareix esmentada per primer cop a l'acta de consagració de la Seu d'Urgell juntament amb Montellà.